# Cyatholaimus minima
Cyatholaimus minima är en rundmaskart som först beskrevs av Nathan Augustus Cobb 1893.  Cyatholaimus minima ingår i släktet Cyatholaimus och familjen Cyatholaimidae. Inga underarter finns listade i Catalogue of Life.